# Кинг, Чарльз (актёр)
Чарльз Кинг (англ. Charles King; 31 октября 1886 — 11 января 1944) — американский актёр водевиля и Бродвея, который также снялся в нескольких фильмах. Он снялся в качестве ведущего актёра в фильме MGM «Бродвейская мелодия» (1929), который выиграл премию Американской киноакадемии за лучший фильм.
Чарльз Дж. Кинг родился в Нью-Йорке 31 октября 1886 в семье Томаса и Эллен Кинг, которые родились в Ирландии и иммигрировали в США в 1883 году, у них родилось одиннадцать детей, но только три дожили до 1900 года: Чарльз, Нелли и Мери.

## Театральная карьера
В 1908 Кинг начал бродвейскую карьеру; его первая известная роль была в ревю «Мир мимов». В 1910-х годах его партнёром была Элизабет Брис, с которой он сыграл в спектаклях «Тонкая принцесса», «Привлекательная вдова», «Смотрите под ноги» и «Мисс 1917». Кинг продолжал появляться во многих успешных бродвейских спектаклях в течение 1920-х годов, в том числе Скандалы Джорджа Уайта (1921), Маленькая Нелли Келли, Попасть на палубу и Караул.

## Кинокарьера
В конце 1928 года, как и многие другие театральные коллеги, Чарльз Кинг отправился в Голливуд, чтобы начать сниматься в кино. Его кинодебют состоялся в фильме MGM «Бродвейская мелодия» (1929), в котором он сыграл одну из главных ролей. Кинг снялся также в других хитах, как Голливудское ревю 1929 (1929) и «В погоне за радугой» (1930), которые не могли выдержать популярности первого его фильма. К концу 1930 года, он вернулся на сцену Бродвея, где выступал до конца своей карьеры.
Чарльз Кинг умер в Лондоне в 1944 году от пневмонии в возрасте 57 лет.

## Фильмография
- 1929 — Бродвейская мелодия / The Broadway Melody
- 1929 — Голливудское ревю 1929 года / The Hollywood Revue of 1929
- 1930 — Марш времени / The March of Time
- 1930 — В погоне за радугой / Chasing Rainbows
- 1930 — Дистанционное управление / Remote Control
- 1932 — Леди не позволят / Ladies Not Allowed
- 1944 — Этот счастливый народ / This Happy Breed